# Erica cremea
Erica cremea är en ljungväxtart som beskrevs av Dulfer. Erica cremea ingår i släktet klockljungssläktet, och familjen ljungväxter. Inga underarter finns listade i Catalogue of Life.